# Musikjahr 1904
Liste der Musikjahre

◄◄ | ◄ | 1900 | 1901 | 1902 | 1903 | Musikjahr 1904 | 1905 | 1906 | 1907 | 1908 | ► | ►►

Weitere Ereignisse
Dieser Artikel behandelt das Musikjahr 1904.

## Ereignisse
- 03. März: Der deutsche Kaiser Wilhelm II. nimmt die Klangaufzeichnung eines politischen Dokuments auf. Dazu werden Tonaufzeichnungszylinder von Thomas Alva Edison verwendet.
- 15. Juni: Otto Nußbaumer bringt im Physik-Institut der Technischen Universität Graz die erste drahtlose Übertragung von Musik zuwege. Er verwendet zu diesem Zweck das Dachsteinlied.
- 17. September: Das neue Theater in Dortmund wird mit Richard Wagners Tannhäuser und der Sängerkrieg auf Wartburg eingeweiht.

## Instrumentalmusik
- Rhapsodie op. 1 von Béla Bartók
- Claude Debussy
  - Trois Chansons de France. Debussy schreibt sie nach der Trennung von seiner ersten Frau für seine zweite Gattin.
  - Deux danses pour harpe chromatique et orchestre d’instruments à cordes
  - Estampes L. 100, für Klavier, Uraufführung am 9. Januar in Paris
  - Fêtes galantes II
  - Images – Livre I (Klaviermusik)
- Allegro de concert für Harfe von George Enescu
- Crepuscolo triste, romanza von Umberto Giordano
- Violinkonzert a-Moll op. 82 von Alexander Konstantinowitsch Glasunow
- Die Ouvertüre In Italien von Karl Goldmark
- Charles Ives vollendet den Marsch 1776.
- Leoš Janáček: Fünf Mährische Tänze JW 6/7
- Die Kindertotenlieder von Gustav Mahler entstehen.
- 18. Oktober: Die 5. Sinfonie von Gustav Mahler wird in Köln mit dem Komponisten am Dirigentenpult uraufgeführt.
- Vittorio Monti: Csardas
- Jules Mouquet: La flûte de Pan für Flöte und Klavier op. 15
- Cinq mélodies populaires grecques von Maurice Ravel
- Max Reger schließt die Bach-Variationen ab, eines seiner bedeutendsten Klavierwerke.
- Alexander Skrjabin komponiert seine 3. Sinfonie
- 21. März: Uraufführung der Sinfonia domestica von Richard Strauss in New York
- Anton von Webern schließt das Musikpoem Im Sommerwind ab.

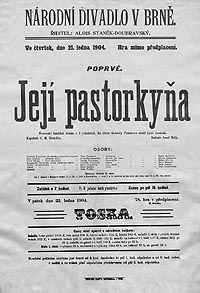
Leoš Janáček – Jenufa – Plakat zur Uraufführung

## Vokalmusik
- Maurice Ravel: Shéhérazade M.41, Uraufführung am 17. Mai im Salle du Nouveau Théâtre in Paris mit Jeanne Hatto und dem Orchestre de Société National de Musique unter der leitung von Alfred Cortot

## Musiktheater
- 20. Januar: Die Uraufführung der Operette Der Göttergatte von Franz Lehár findet am Carl-Theater in Wien statt.
- 21. Januar: Am Nationaltheater in Brünn wird die Oper Jenůfa von Leoš Janáček nach dem Theaterstück Její pastorkyňa (Ihre Ziehtochter) von Gabriela Preissová uraufgeführt.
- 22. Januar: Uraufführung der Oper Nal und Damajanti (Orig.: Nal' i Damajanti) von Anton Stepanowitsch Arenski im Bolschoi-Theater in Moskau
- 17. Februar: Die ursprüngliche zweiaktige Fassung der Oper Madama Butterfly von Giacomo Puccini nach der Erzählung Madame Chrysanthème von Pierre Loti wird am Teatro alla Scala in Mailand uraufgeführt. Das Libretto stammt von Giuseppe Giacosa und Luigi Illica. Die erste Sängerin der Titelpartie ist die von Puccini verehrte Sopranistin Rosina Storchio. Am 28. Mai findet die Uraufführung einer dreiaktigen überarbeiteten Fassung im Teatro Grande in Brescia statt.
- 16. März: Uraufführung der Oper La Fille de Roland von Henri Rabaud an der Opéra-Comique in Paris
- 13. Juni: Uraufführung der Oper Koanga von Frederick Delius am Stadttheater Elberfeld
- 16. Oktober: Uraufführung der Oper Pan Wojewode von Nikolai Rimski-Korsakow auf das Libretto von Ilja Tjumenew im Großen Saal des Petersburger Konservatoriums.
- 12. November: Uraufführung der Operette Die lustigen Nibelungen von Oscar Straus im Carltheater in Wien.
- 30. November: Am Teatro Vittorio Emanuele in Turin erfolgt die Uraufführung des Dramas Risurrezione (Auferstehung) von Franco Alfano.
- 10. Dezember: Uraufführung der Operette Der Schätzmeister von Carl Michael Ziehrer in Wien.
- 13. Dezember: Uraufführung der Oper Der Roland von Berlin von Ruggero Leoncavallo in Berlin. Es handelte sich um ein Auftragswerk von Wilhelm II.
- 22. Dezember: Uraufführung der Operette Die Juxheirat von Franz Lehár am Theater an der Wien in Wien
- Sergei Rachmaninows Oper Francesca di Rimini ist fertig.
- Uraufführung von Barfüßele einer Oper von Richard Heuberger nach einem Libretto von Victor Léon und einer Erzählung von Berthold Auerbach
- Heinrich Berté bringt die Operetten Der neue Bürgermeister und die Die Millionenbraut heraus.

## Gründungen
- 1904 entsteht in Leverkusen ein Streichorchester mit 22 Musikern, aus dem die Bayer-Philharmoniker hervorgehen.

## Geboren

### Januar bis März
- 01. Januar: Jewhen Adamzewytsch, ukrainischer Bandurist († 1972)
- 02. Januar: James Melton, US-amerikanischer Sänger († 1961)
- 03. Januar: Caro Lamoureux, kanadische Sängerin († 1998)
- 04. Januar: Frédéric Adam, französischer Organist, Komponist, Dirigent und Operndirektor († 1984)
- 04. Januar: Erhard Quack, deutscher Kirchenlieddichter und -Komponist († 1983)
- 05. Januar: Stig Ribbing, schwedischer Pianist und Musikpädagoge († 2002)
- 06. Januar: Primo Casale, venezolanischer Geiger, Dirigent, Komponist und Musikpädagoge italienischer Herkunft († 1981)
- 08. Januar: Tampa Red, US-amerikanischer Sänger und Gitarrist († 1981)
- 09. Januar: Conrad Letendre, kanadischer Organist, Komponist und Musikpädagoge († 1977)
- 10. Januar: Gonzalo Curiel, mexikanischer Pianist und Komponist († 1958)
- 12. Januar: Alexander Ecklebe, deutscher Komponist, Musiker und Hörfunkmitarbeiter († 1983)
- 12. Januar: Fred McDowell, US-amerikanischer Blues-Musiker († 1972)

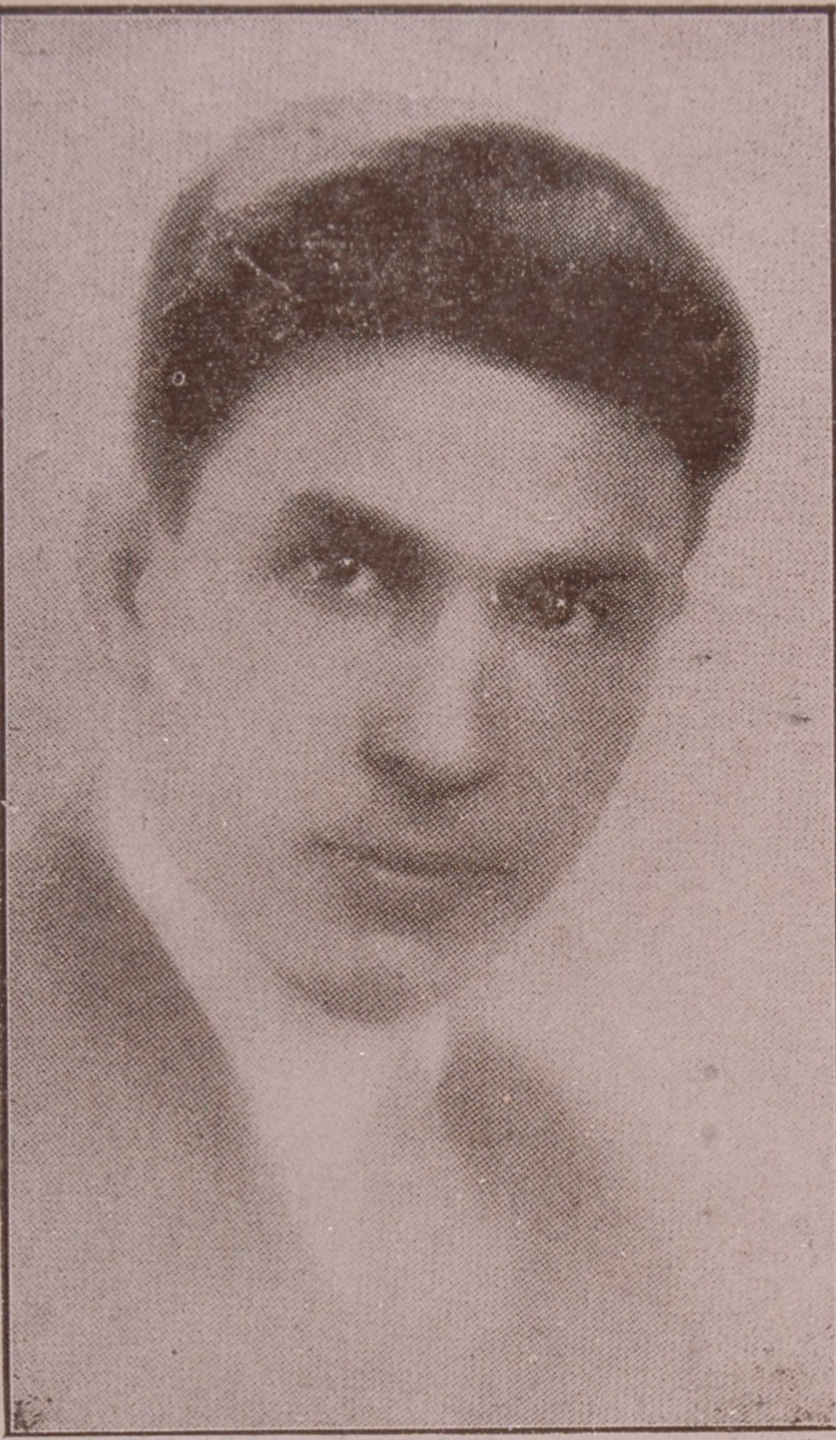
Nathan Milstein; * 13. Januar

- 13. Januar: Nathan Milstein, ukrainisch-US-amerikanischer Violinist († 1992)
- 13. Januar: Richard Addinsell, britischer Filmkomponist († 1977)
- 19. Januar: Gordon Beecher, US-amerikanischer Marine-Vizeadmiral und Komponist († 1973)
- 22. Januar: George Balanchine, russischer Choreograph, Gründer des American Ballet († 1983)
- 23. Januar: Theodor Schaefer, tschechischer Komponist und Musikpädagoge († 1969)
- 25. Januar: Géza Frid, ungarischer Pianist und Komponist († 1989)
- 25. Januar: Antonio Rodio, argentinischer Geiger, Bandleader und Tangokomponist italienischer Herkunft († 1980)
- 01. Februar: Javier Alfonso y Hernán, spanischer Pianist, Komponist und Musikpädagoge († 1988)
- 03. Februar: Luigi Dallapiccola, italienischer Komponist († 1975)
- 08. Februar: Horst Sander, deutscher Musikverleger und Kulturfunktionär († 1945)

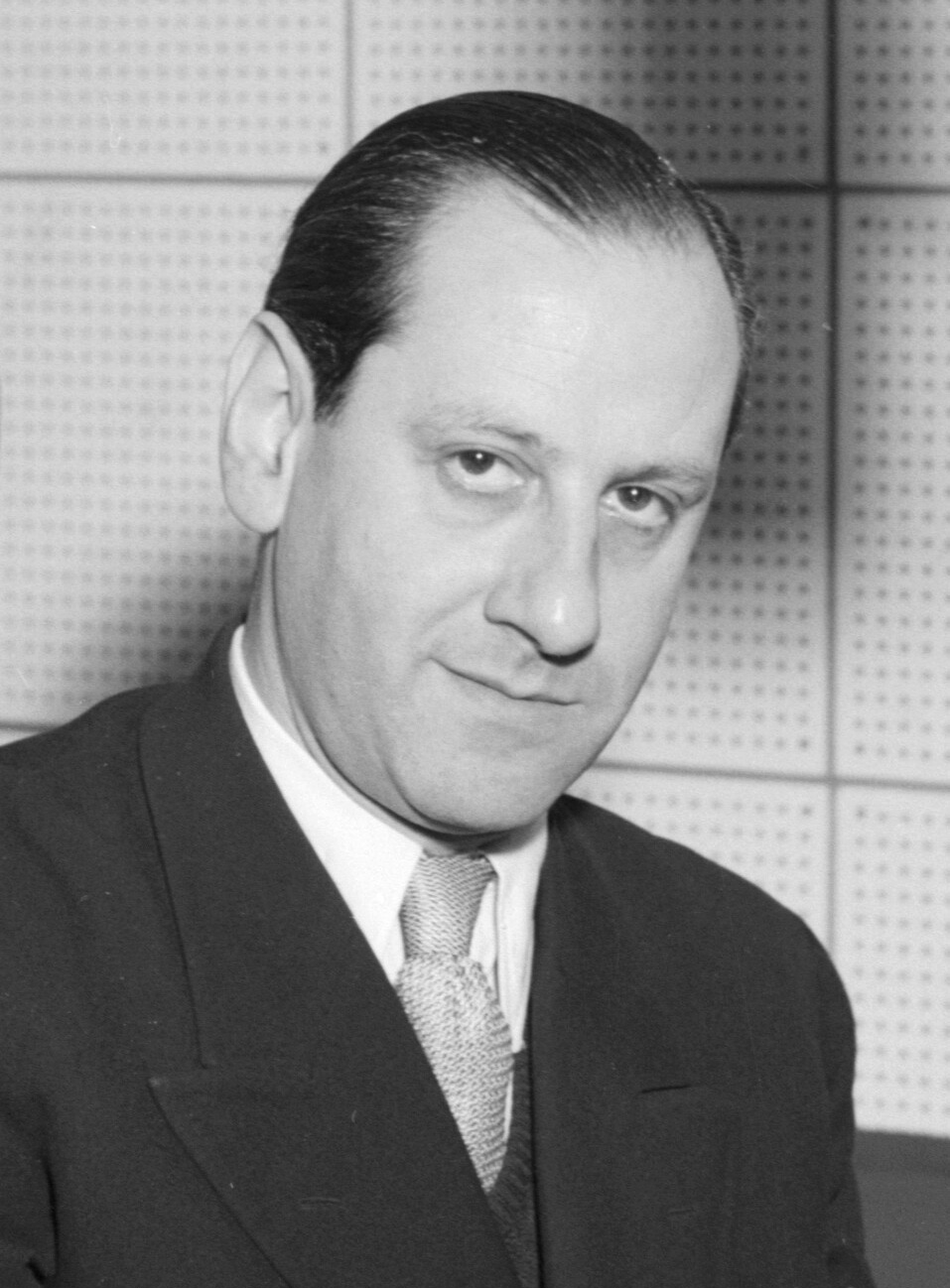
Hugo Wiener; * 16. Februar

- 16. Februar: Hugo Wiener, österreichischer Komponist und Pianist († 1993)
- 23. Februar: Hermann Storr, deutscher Tontechniker († nach 1968)
- 24. Februar: Maitland Farmer, kanadischer Organist, Cembalist und Musikpädagoge († 1995)
- 29. Februar: Rukmini Devi Arundale, indische Tänzerin, Politikerin und Theosophin († 1986)
- 29. Februar: Hugh Bancroft, kanadischer Organist und Komponist († 1988)
- 29. Februar: Jimmy Dorsey, US-amerikanischer Jazzmusiker († 1957)
- 29. Februar: Alan Richardson, schottischer Komponist und Pianist († 1978)
- 01. März: Morris Davis, kanadischer Komponist, Arrangeur und Dirigent († 1968)

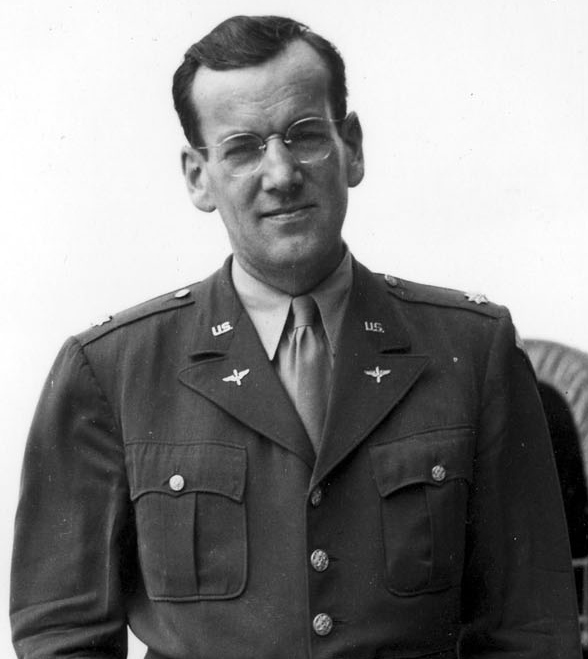
Glenn Miller; * 1. März

- 01. März: Glenn Miller, US-amerikanischer Jazz-Posaunist und Bandleader († 1944)
- 03. März: Horace Lapp, kanadischer Pianist, Organist, Dirigent und Komponist († 1986)
- 04. März: Joseph Schmidt, deutsch-österreichischer Kammersänger und Kantor († 1942)
- 08. März: Gottlieb Zeithammer, österreichischer Bassbariton († 1982)
- 09. März: Ellen Frank, deutsche Schauspielerin und Tänzerin († 1999)
- 10. März: Hans Brehme, deutscher Komponist († 1957)
- 12. März: Sekiya Toshiko, japanische Komponistin und Opernsängerin in der Stimmlage Sopran († 1941)
- 14. März: Doris Eaton Travis, US-amerikanische Schauspielerin und Tänzerin († 2010)
- 19. März: Tadeusz Kassern, polnischer Komponist († 1957)
- 21. März: Nikos Skalkottas, griechischer Komponist († 1949)
- 24. März: Lorin Grignon, US-amerikanischer Tontechniker und Oscar-Preisträger († 1967)
- 26. März: Hermann Schroeder, deutscher Komponist und katholischer Kirchenmusiker († 1984)

### April bis Juni
- 03. April: Maria Wiłkomirska, polnische Pianistin, Kammermusikerin und Musikpädagogin († 1995)
- 04. April: Humberto Correa, uruguayischer Gitarrist und Tangokomponist, Autor und Schauspieler († 1964)
- 04. April: Arne Hülphers, schwedischer Jazzmusiker, Pianist und Kapellmeister († 1978)
- 05. April: Doddy Delissen, österreichische Tänzerin, Diseuse und Filmschauspielerin († 1987)
- 08. April: John Antill, australischer Komponist († 1986)
- 17. April: Joseph Ahrens, deutscher Komponist und Organist († 1997)
- 21. April: Leon Adde, US-amerikanischer Jazz-Schlagzeuger († 1942)
- 21. April: Mercedes Simone, argentinische Tangosängerin, -dichterin und -komponistin († 1990)
- 25. April: Huey Long, US-amerikanischer Musiker († 2009)
- 26. April: Igor Gorin, US-amerikanischer Sänger, Schauspieler, Komponist und Musikpädagoge († 1982)
- 28. April: Irene Ambrus, ungarische Sängerin und Schauspielerin († 1990)

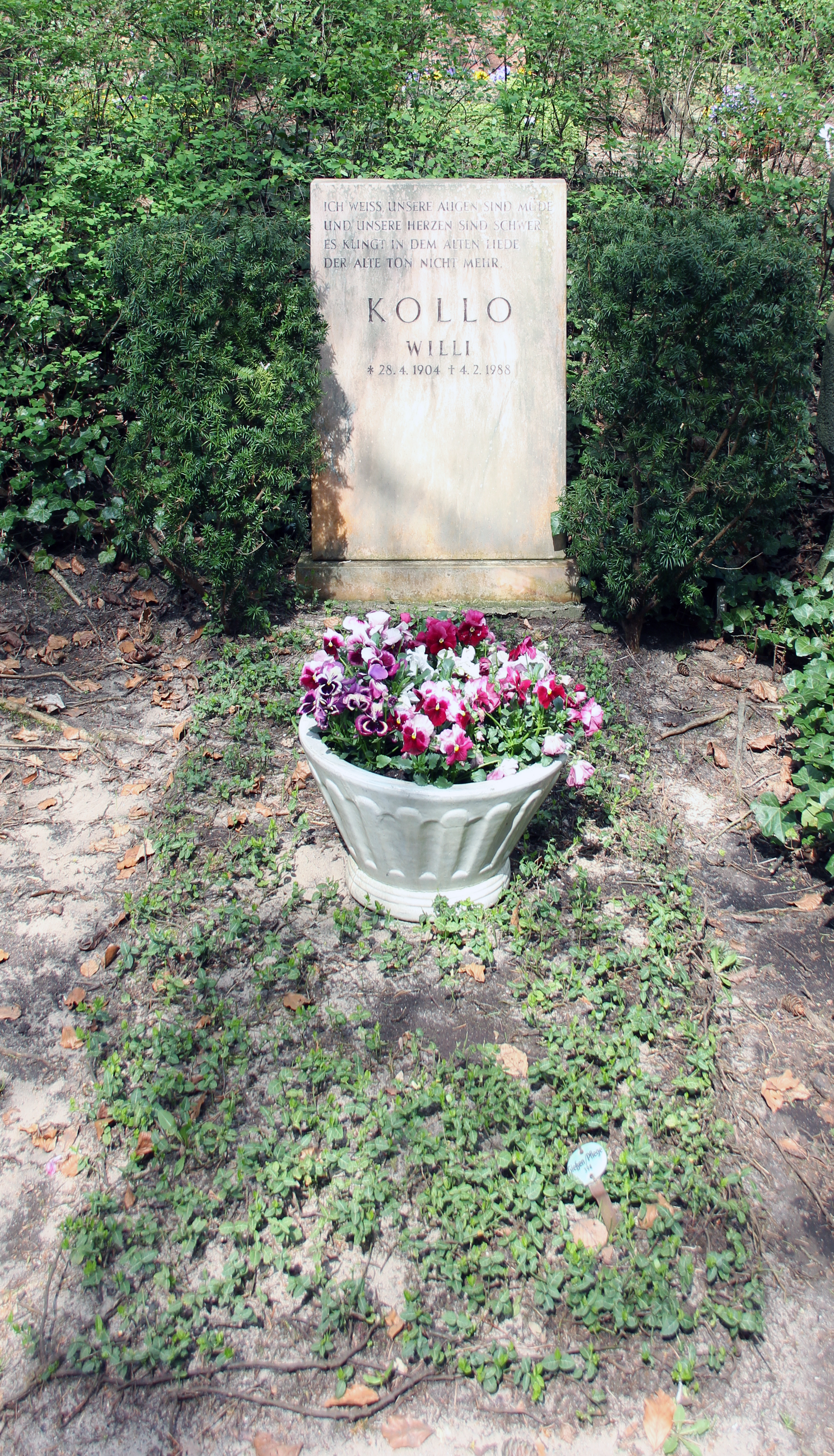
Grab von Willi Kollo auf dem Friedhof Heerstraße in Berlin-Westend

- 28. April: Willi Kollo, deutscher Komponist († 1988)
- 29. April: Russ Morgan, US-amerikanischer Bandleader, Pianist, Posaunist und Komponist († 1969)
- 29. April: Pedro Vargas, mexikanischer Sänger († 1989)
- 04. Mai: Antonio Buenaventura, philippinischer Komponist († 1996)

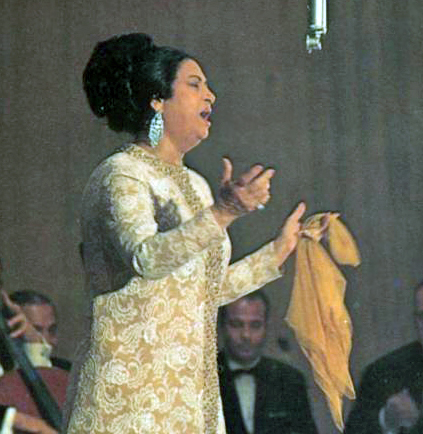
Umm Kulthum; * 4. Mai

- 04. Mai: Umm Kulthum, ägyptische Sängerin († 1975)
- 04. Mai: León Zuckert, kanadischer Geiger, Bratschist, Dirigent und Komponist († 1992)
- 06. Mai: Clifford Raymond „Cliff“ Carlisle, US-amerikanischer Country-Sänger († 1983)
- 15. Mai: Merle Montgomery, US-amerikanische Komponistin, Pianistin und Musikpädagogin († 1986)
- 15. Mai: Josef Signer, Schweizer Musiker und Dirigent († 1983)
- 21. Mai: Wolfgang Auler, deutscher Organist († 1986)

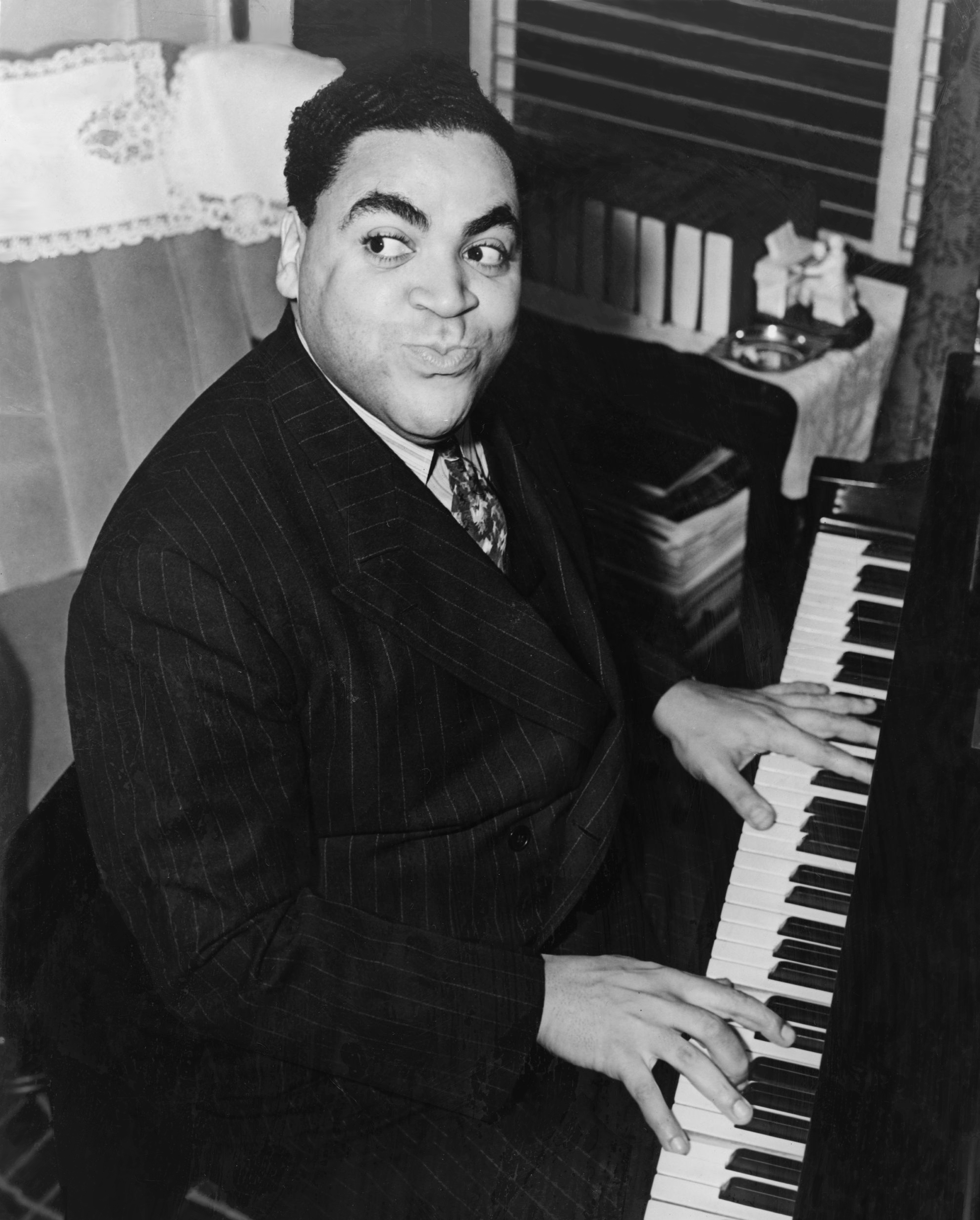
Fats Waller; * 21. Mai

- 21. Mai: Fats Waller, Jazz-Pianist, -Komponist und -Sänger († 1943)
- 23. Mai: Libby Holman, US-amerikanische Schauspielerin und Sängerin († 1971)
- 25. Mai: Kurt Thomas, deutscher Komponist und Chorleiter († 1973)
- 25. Mai: Lizzi Waldmüller, österreichische Filmschauspielerin und Sängerin († 1945)
- 28. Mai: Schalwa Mschwelidse, georgisch-sowjetischer Komponist, Hochschullehrer und Musikethnologe († 1984)
- 29. Mai: Grigori Ginsburg, russischer Pianist († 1961)
- 02. Juni: Valaida Snow, US-amerikanische Jazztrompeterin und Sängerin († 1956)
- 03. Juni: Jan Peerce, US-amerikanischer Opernsänger (Tenor) († 1984)
- 09. Juni: Paul Dörrie, deutscher Dirigent († 1965)
- 11. Juni: Alfred Baumgartner, österreichischer Musikwissenschaftler, Schriftsteller und Übersetzer († 1991)
- 11. Juni: Pinetop Smith, US-amerikanischer Jazz-Pianist († 1929)
- 11. Juni: Emil František Burian, tschechischer Komponist († 1959)
- 12. Juni: John Newmark, kanadischer Pianist († 1991)
- 14. Juni: Benno Ammann, Schweizer Dirigent und Komponist († 1986)
- 15. Juni: Hlib Taranow, ukrainischer Komponist und Hochschullehrer († 1989)
- 16. Juni: Arie Abrahamson, jüdischer Komponist und Juwelier († 1992)
- 18. Juni: Manuel Rosenthal, französischer Dirigent und Komponist († 2003)
- 19. Juni: Alberto Gómez, argentinischer Schauspieler, Tangosänger und -komponist († 1973)
- 21. Juni: Willi Lindörfer, deutscher Geigenbauer († 1968)
- 23. Juni: Placido Acevedo, puerto-ricanischer Trompeter, Orchesterleiter und Komponist († 1974)
- 23. Juni: Willie Mae Ford Smith, US-amerikanische Gospelsängerin und Predigerin († 1994)
- 29. Juni: Jean Berveiller, französischer Organist und Komponist († 1976)

### Juli bis September
- 02. Juli: Carl Weinrich, US-amerikanischer Organist und Musikpädagoge († 1991)
- 05. Juli: Stanford Robinson, britischer Dirigent und Komponist († 1984)
- 09. Juli: Heinrich Köhler-Helffrich, deutscher Opern- und Festspielintendant († 1960)

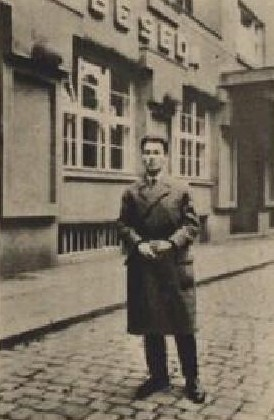
Iša Krejčí; * 10. Juli

- 10. Juli: Iša Krejčí, tschechischer Komponist und Dirigent († 1968)
- 13. Juli: Øyvind Anker, norwegischer Bibliothekar, Literatur-, Musik- und Theaterhistoriker († 1989)
- 14. Juli: Nadia Reisenberg, US-amerikanische Pianistin und Musikpädagogin († 1983)
- 16. Juli: Goffredo Petrassi, italienischer Komponist († 2003)
- 21. Juli: Annemarie Schlusnus, deutsche Sopranistin († 1990)
- 22. Juli: Peter Igelhoff, österreichischer Musiker und Komponist († 1978)
- 23. Juli: France Ačko, slowenischer Kirchenmusiker, Organist und Komponist († 1974)
- 23. Juli: Georges Hugon, französischer Komponist († 1980)
- 24. Juli: Léo Arnaud, US-amerikanischer Musiker († 1991)
- 29. Juli: Liliana-Dobri Christova, bulgarische Konzertpianistin († 1985)
- 30. Juli: Irène Aïtoff, französische Pianistin († 2006)
- 08. August: István Szelényi, ungarischer Komponist († 1972)
- 10. August: Geraldo, englischer Bandleader († 1974)
- 14. August: Martial Singher, französischer Opernsänger und Musikpädagoge († 1990)
- 15. August: Victor Bruns, deutscher Fagottist und Komponist († 1996)
- 17. August: Leopold Nowak, österreichischer Musikwissenschaftler († 1991)
- 17. August: Giulio Razzi, italienischer Komponist, Dirigent und Programmdirektor († 1976)
- 18. August: Binia Bill, Schweizer Fotografin und Musikerin († 1988)

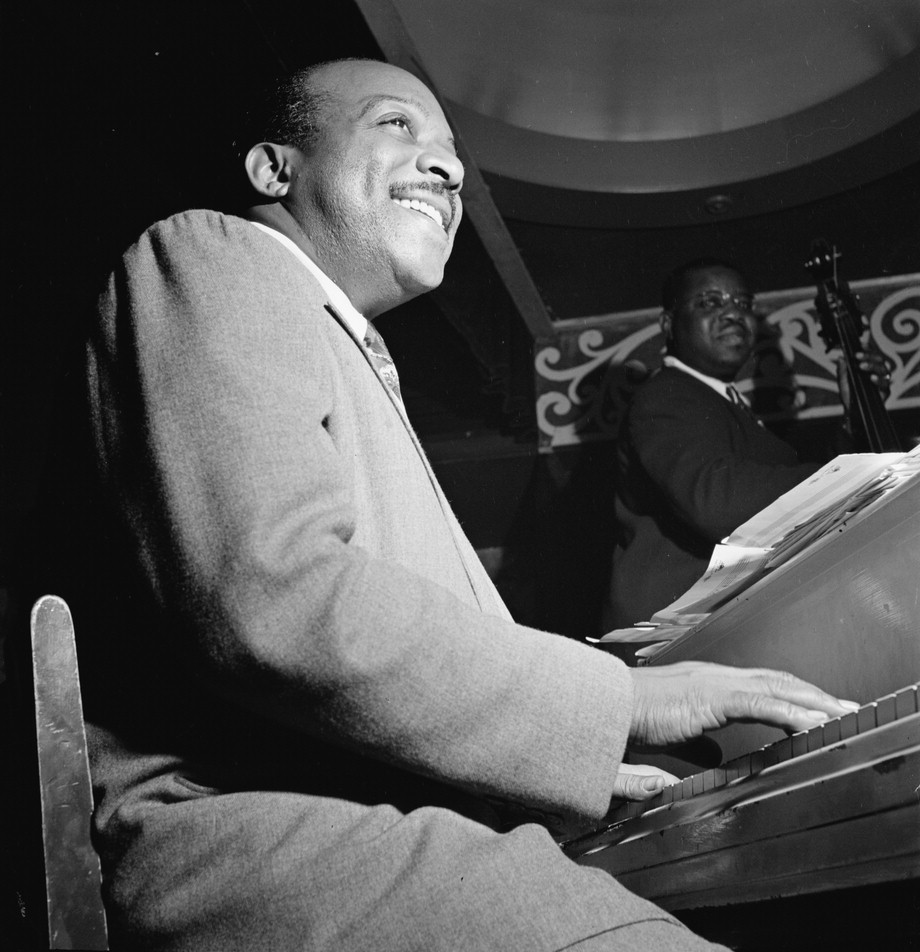
Count Basie; * 21. August

- 21. August: Count Basie, US-amerikanischer Jazz-Pianist, Organist und Bandleader († 1984)
- 22. August: Walter Pach, österreichischer Organist und Komponist († 1977)
- 24. August: Ludwig Schmidseder, deutscher Komponist († 1971)
- 26. August: Romain-Octave Pelletier der Jüngere, kanadischer Musikproduzent und -kritiker († 1968)
- 28. August: Ernie Fields, US-amerikanischer Jazzposaunist und Bandleader († 1997)
- 09. September: Claudio Ferrer, puerto-ricanischer Komponist und Sänger († 1979)
- 11. September: William McKinley Gillum, US-amerikanischer Blues- und Hokum-Musiker († 1966)
- 14. September: Hashimoto Kunihiko, japanischer Komponist, Geiger, Dirigent und Hochschullehrer († 1949)
- 14. September: Richard Mohaupt, deutscher Komponist und Kapellmeister († 1957)
- 16. September: Jaap Callenbach, niederländischer Pianist und Musikpädagoge († 1975)
- 17. September: Frederick Ashton, britischer Tänzer und Choreograph († 1988)
- 17. September: Jerry Colonna, US-amerikanischer Schauspieler, Komiker und Musiker († 1986)
- 19. September: Ljubomir Pipkow, bulgarischer Komponist († 1974)
- 21. September: Norbert Dufourcq, französischer Musikhistoriker und Organist († 1990)
- 23. September: Alfred Baum, Schweizer Komponist, Pianist und Organist († 1993)
- 23. September: Geoffrey Waddington, kanadischer Geiger und Dirigent († 1966)
- 24. September: Oldřich Kredba, tschechoslowakischer Pianist, Cembalist und Musikpädagoge († 1981)
- 28. September: Luperce Miranda, brasilianischer Mandolinist und Komponist († 1977)

### Oktober bis Dezember
- 03. Oktober: Pacho Galán, kolumbianischer Komponist († 1988)
- 04. Oktober: Antonio Sureda, argentinischer Bandoneonist und Tangokomponist († 1951)
- 06. Oktober: Hans Freese, deutscher Dirigent und Kapellmeister († 1986)
- 07. Oktober: Martin Müller, deutscher Tontechniker beim Film († nach 1984)
- 09. Oktober: Kurt Westphal, deutscher Musikwissenschaftler und Musikjournalist († 1978)
- 10. Oktober: Sam Theard, US-amerikanischer Sänger und Songwriter († 1982)
- 11. Oktober: Tita Merello, argentinische Schauspielerin und Sängerin († 2002)
- 13. Oktober: Herbert Rosenberg, deutsch-dänischer Musikwissenschaftler († 1984)
- 19. Oktober: Else Marie Hansen, dänische Schauspielerin und Opernsängerin († 2003)
- 22. Oktober: Ángel Vargas, argentinischer Tangosänger, -dichter und -komponist († 1959)
- 25. Oktober: Cemal Reşid Rey, türkischer Komponist († 1985)
- 03. November: Jānis Kalniņš, kanadischer Komponist († 2000)
- 05. November: Sofía Bozán, argentinische Tangosängerin und Schauspielerin († 1958)
- 06. November: Ingeborg Burmester, deutsche Sopranistin († 1995)
- 07. November: Alfred Bartolitius, deutscher Tenor († 1945)
- 10. November: Hans Ahlgrimm, österreichischer Komponist und Violinist († 1945)

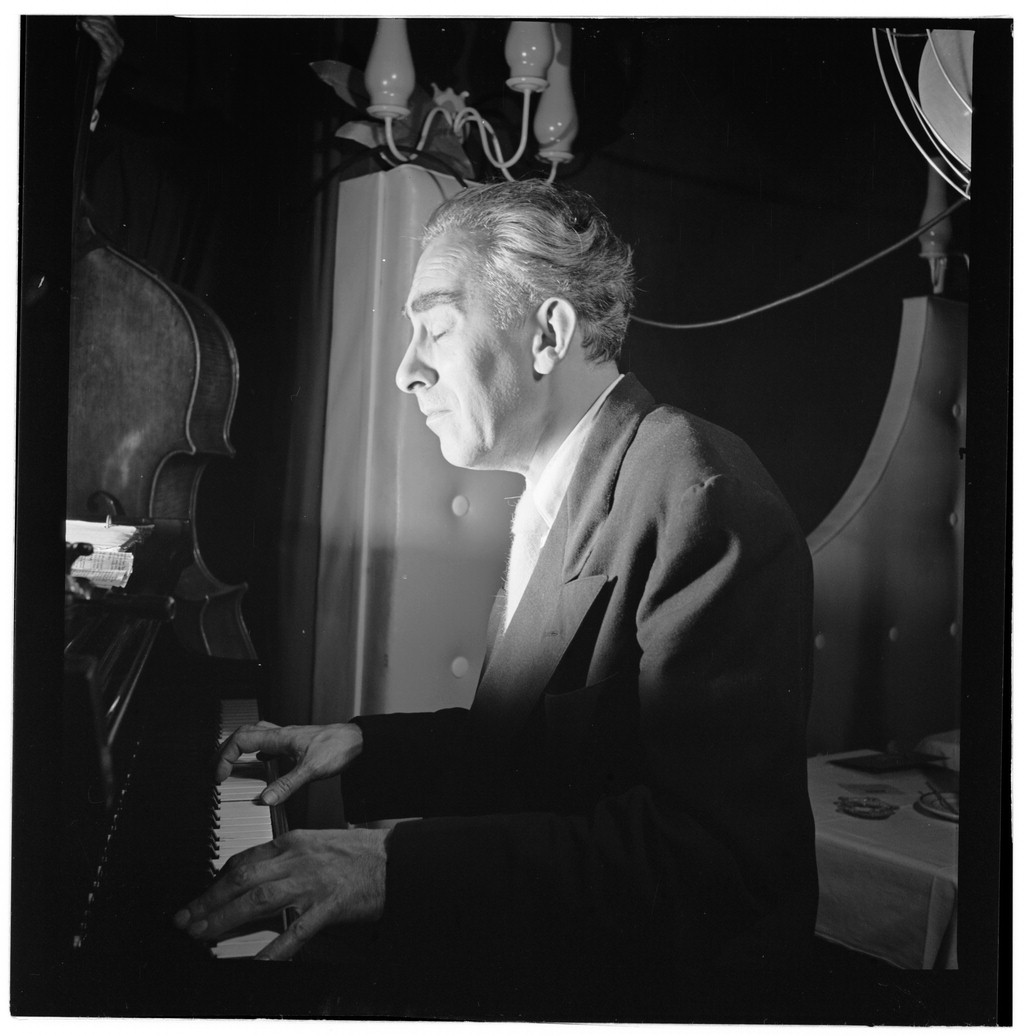
Art Hodes; * 14. November

- 14. November: Art Hodes, Jazz-Pianist, -Komponist, -Bandleader und -Journalist († 1993)
- 17. November: John Hendrik, deutscher Sänger und Rundfunkmoderator († 2004)
- 17. November: Jack Owens, US-amerikanischer Bluesmusiker († 1997)
- 18. November: Koga Masao, japanischer Komponist († 1978)
- 21. November: LaRena Clark, kanadische Folksängerin († 1991)

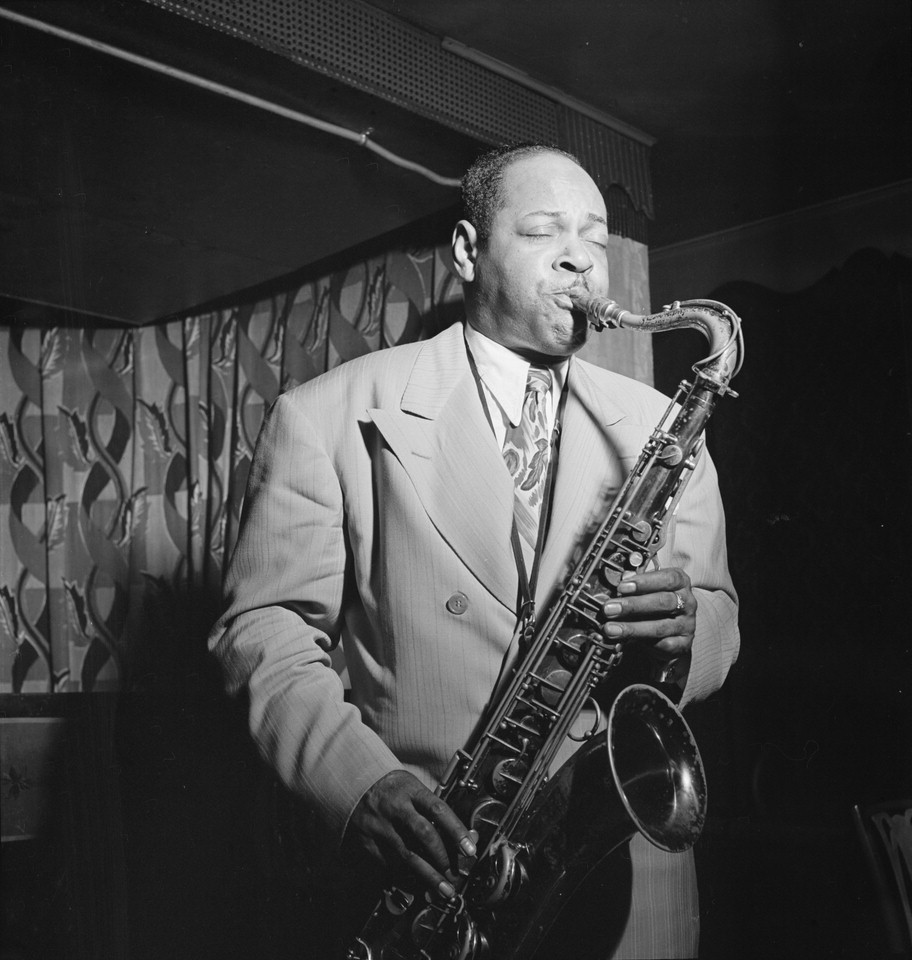
Coleman Hawkins; * 21. November

- 21. November: Coleman Hawkins, US-amerikanischer Jazz-Musiker († 1969)
- 25. November: Toni Ortelli, italienischer Alpinist, Dirigent und Komponist († 2000)
- 29. November: Franz Xaver Lehner, deutscher Komponist und Hochschullehrer († 1986)
- 04. Dezember: Herman Autrey, US-amerikanischer Jazztrompeter († 1980)
- 09. Dezember: Cornelius Ysselstyn, kanadischer Cellist und Musikpädagoge († 1979)
- 16. Dezember: Nakanoshima Kin-ichi, japanischer Komponist († 1984)
- 18. Dezember: Manuel Buzón, argentinischer Tangopianist, Sänger, Bandleader und Komponist († 1954)
- 27. Dezember: Konrad Wölki, deutscher Komponist und Mandolinist († 1983)
- 28. Dezember: Tibor Kasics, Schweizer Pianist, Komponist und Dirigent ungarischer Herkunft († 1986)
- 30. Dezember: Dmitri Borissowitsch Kabalewski, russischer Komponist († 1987)
- 30. Dezember: Richard Krotschak, österreichischer Cellist und Musikpädagoge († 1989)
- 31. Dezember: Ramadan Lolow, bulgarischer Klarinettist und Sänger († 1967)

### Genaues Geburtsdatum unbekannt
- Oscar Muñoz Bouffartique, kubanischer Komponist, Songwriter, Geiger, Pianist und Bandleader († 1990)
- Pete Briggs, US-amerikanischer Tubist und Bassist († unbekannt)
- Magnus Henning, deutscher Komponist und Pianist († 1995)
- Stefan Ochaba, österreichischer Komponist, Kirchenmusiker und Chorleiter († 1948)
- James Stamp, US-amerikanischer Trompeter und Pädagoge († 1985)
- Napoleón Zayas, dominikanischer Merenguemusiker, Komponist, Saxophonist und Orchesterleiter († 1979)

## Gestorben

### Todesdatum gesichert
- 20. Januar: Heinrich vom Ende, deutscher Musikverleger (* 1858)
- 24. Januar: Albert Hollenbach, deutscher Orgelbauer (* 1850)

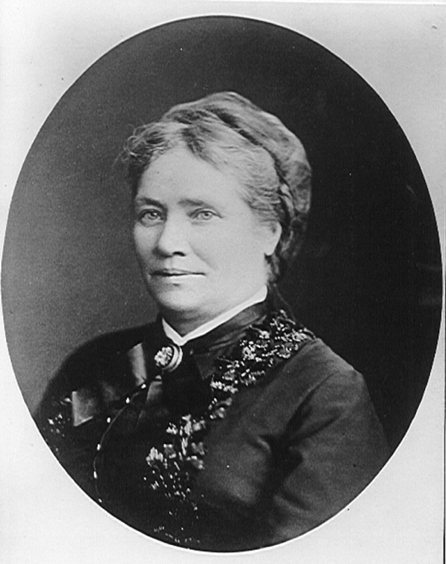
Malvina Schnorr von Carolsfeld; † 8. Februar

- 08. Februar: Malvina Schnorr von Carolsfeld, portugiesische Opernsängerin (* 1825)
- 10. Februar: Gottfried Hendrik Mann, niederländischer Komponist, Dirigent und Pianist (* 1858)
- 28. März: Antoni Noguera i Balaguer, mallorquinisch-spanischer Komponist, Pianist und Musikwissenschaftler (* 1858)
- 05. April: Theodor Leberecht Steingräber, deutscher Musikverleger (* 1830)
- 01. Mai: Antonín Dvořák, tschechischer Komponist (* 1841)
- 24. Juni: Frederick Field Bullard, US-amerikanischer Komponist (* 1864)
- 28. Juni: Daniel Decatur Emmett, US-amerikanischer Liedermacher und Entertainer (* 1815)
- 30. Juli: Joseph Lajeunesse, kanadischer Musiker und Musikpädagoge (* 1818)
- 03. August: Ernst Jedliczka, deutscher Pianist und Musikpädagoge russischer Herkunft (* 1855)
- 04. August: Arnold Krug, deutscher Komponist (* 1849)

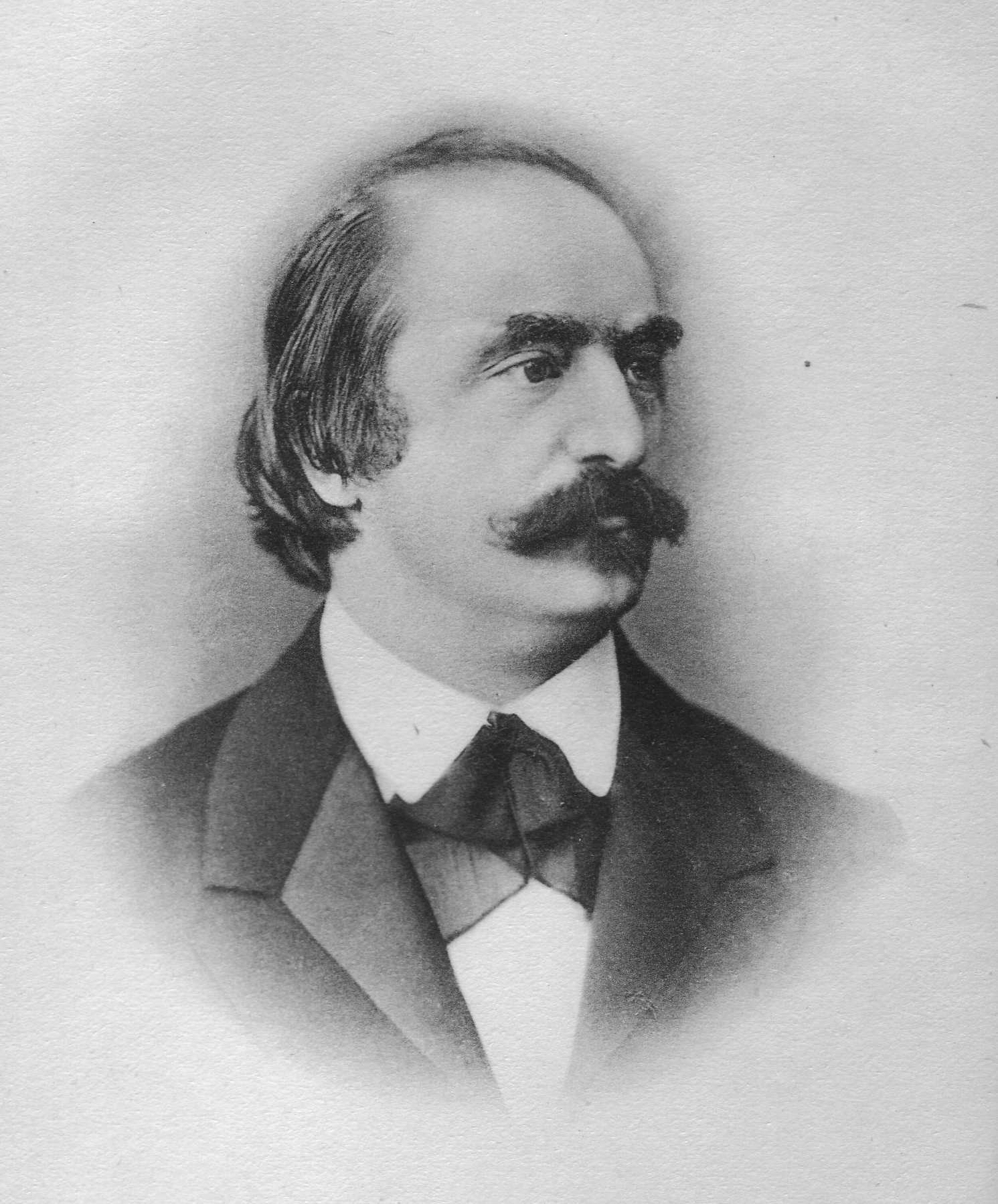
Eduard Hanslick; † 6. August

- 06. August: Eduard Hanslick, österreichischer Musikwissenschaftler und Musikkritiker (* 1825)
- 10. September: Clement Cotterill Scholefield, britischer Geistlicher, Pianist und Komponist (* 1839)
- 13. September: Wilhelm Mannstädt, deutscher Kapellmeister, Schauspieler und Regisseur (* 1837)
- 01. Oktober: Samuel Rousseau, französischer Komponist (* 1853)
- 12. Oktober: Engelbert Lanz, österreichischer Komponist und Musikpädagoge (* 1820)
- 13. Oktober: Eduard Keller, deutscher Violinist, Musikpädagoge und Musikprofessor (* 1815)
- 15. Oktober: Gaetano Fabiani, italienischer Musiker und Komponist (* 1841)
- 20. Oktober: Henry Hiles, englischer Komponist, Organist und Musikpädagoge (* 1826)
- 29. Oktober: Mathilde Level, deutsche Opernsängerin mit französischen Wurzeln (* 1873)
- 04. November: Gaston Serpette, französischer Komponist (* 1846)
- 11. November: Robert Pfitzner, deutscher Violinist und Musikdirektor (* 1825)
- 27. Dezember: Gottfried Friton, österreichischer Komponist, Militärkapellmeister und Arrangeur (* 1824)

### Genaues Todesdatum unbekannt
- Camille Andrès, französischer Organist und Komponist (* 1864)